# إميل بوشارد
إميل بوشارد هو لاعب هوكي جليد كندي، ولد في 4 سبتمبر 1919 في مونتريال في كندا، وتوفي في 14 أبريل 2012 في لونغوي في كندا.

## وصلات خارجية
- إميل بوشارد على موقع EliteProspects.com (الإنجليزية)
- إميل بوشارد على موقع HockeyDB.com (الإنجليزية)
- إميل بوشارد على موقع Hockey-Reference.com (الإنجليزية)
- إميل بوشارد على موقع قاعة كيبيك للمشاهير الرياضية (الفرنسية)